# Sven Guske
Sven Guske es un deportista alemán que compitió en natación. Fue subcampeón de Europa durante el Campeonato Europeo de Natación en Piscina Corta de 2000, en la prueba de 4x50 metros estilo libre.

## Palmarés internacional
| Campeonato Europeo en Piscina Corta | Campeonato Europeo en Piscina Corta | Campeonato Europeo en Piscina Corta | Campeonato Europeo en Piscina Corta |
| Año                                 | Lugar                               | Medalla                             | Prueba                              |
| ----------------------------------- | ----------------------------------- | ----------------------------------- | ----------------------------------- |
| 2000                                | Valencia (España)                   | Medalla de plata                    | 4 × 50 m libre                      |